# 棕甲辉蜂鸟
，是雨燕目蜂鸟科的一种鸟类。
棕甲辉蜂鸟体重约5.2克，翼长约62.5毫米，嘴峰长约25.6毫米，喙宽度约2.6毫米，喙厚度约2.2毫米，跗蹠长约4.9毫米，尾长约36.9毫米。棕甲辉蜂鸟在其分布区内为留鸟，其栖息在密集的高大树木组成的森林中，食性为草食性，主要食物来源是植物的花蜜。
棕甲辉蜂鸟分布于秘鲁东部的安第斯山脉山麓，玻利维亚西北部可能也有分布。该物种是单型物种，没有亚种分化。